# Altenkirchen (Kusel)
Altenkirchen es un municipio situado en el distrito de Kusel, en el Estado federado de Renania-Palatinado (Alemania). Tiene una población estimada, a fines de 2020, de 1297 habitantes.
Se encuentra ubicado en la zona centro-oeste del estado, cerca de la frontera con el estado de Sarre y al sur del río Nahe, un afluente del Rin por su margen izquierda.